# Louis-René Villermé

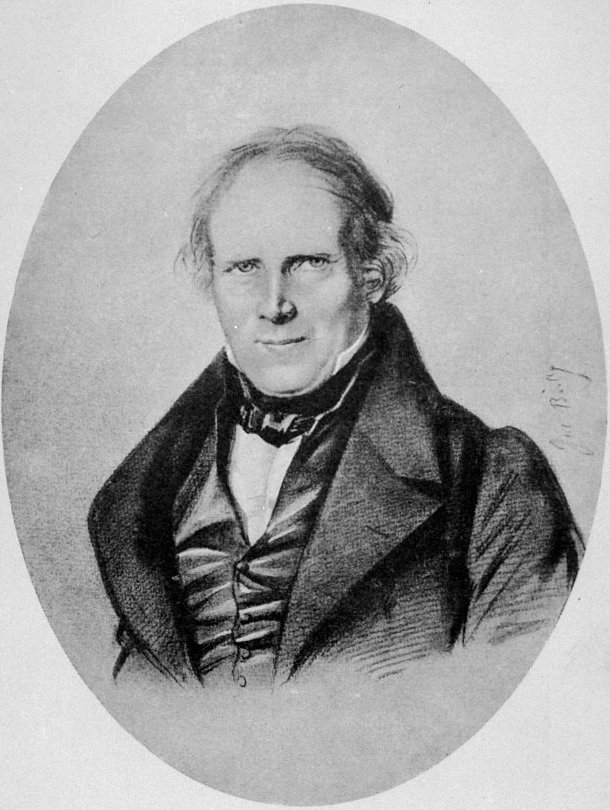
Louis-René Villermé

Louis-René Villermé (* 10. Mai 1782 in Paris; † 16. November 1863 ebenda) war ein französischer Arzt sowie Hygieniker und Epidemiologe.

## Leben und Wirken
Villermé studierte in Paris ab 1801 Medizin und war von 1804 bis 1814 Militärchirurg unter Napoléon Bonaparte. Er wurde 1814 promoviert. Nach einer kurzen Zeit als praktischer Arzt in Paris wandte er sich wieder der wissenschaftlichen Forschung zu. 1832 wurde er staatlicher Seuchenarzt.
Villermé leistete mit seinen statistisch aufbereiteten, medizinisch-demographischen Untersuchungen Pionierarbeit für die moderne Arbeits- und Sozialhygiene. Er bemerkte Zusammenhänge zwischen Körpermaßen auf der einen und biologischen sowie sozioökonomischen Faktoren auf der anderen Seite. Er beobachtete, dass die soziale Herkunft und der ausgeübte Beruf einen Einfluss auf die Lebenserwartungen der Menschen haben. Menschen, die in wohlhabenden Handwerksberufen tätig sind, z. B. Silberschmiede oder Schriftsetzer, haben eine längere Lebenserwartung als Schuster, Maurer oder Tagelöhner.
Im Jahr 1829 war er Mitbegründer der damals führenden Hygiene-Zeitschrift Annales d’hygiène publique et de médecine légale. Er prangerte die Zustände in den Findelhäusern an und schlug sogar vor, Schilder mit der Aufschrift: „Hier läßt man Kinder auf Staatskosten sterben.“ anbringen zu lassen.

## Ehrungen
Ab 1832 war Villermé Mitglied der Académie des sciences morales et politiques. Die Académie royale de Bruxelles nahm ihn 1827 als korrespondierendes Mitglied auf; 1845 wurde er assoziiertes Mitglied. 1856 wurde er zum korrespondierenden Mitglied der Preußischen Akademie der Wissenschaften gewählt.

## Werke
- Tableau de l’État physique et moral des ouvriers employés dans les manufactures de coton, de laine et de soie. Études & Documentations Internationales, Paris 1989 (Nachdruck der Ausgabe Paris 1840; englische Version online)
- Les associations ouvrières. Pagnerre, Paris 1849.
- Les cités ouvrières. 1850
- Les accidents produits dans les ateliers par les appareils mécaniques. 1858